# Emily Kaiho
Emily Kaiho (en japonés: 海保エミリ; Honolulu, Hawái; 19 de agosto de 1986) es una actriz, modelo y artista marcial japonesa-estadounidense, más conocida por su actuación en la película Bunraku.

## Biografía
Es hija de padre japonés y madre estadounidense. Creció y se crio en Japón, donde aprendió hablar inglés (por la madre) y japonés (por el padre). En su adolescencia trabajó como modelo en Japón y también actuó en el escenario como bailarina.
Estudió jazz, danza contemporánea y teatro para convertirse en artista. A inicios de 2008, se mudó a Los Ángeles para avanzar en su carrera. Allí comenzó trabajando en un restaurante japonés. Después la invitaron a hacer una audición para la película Bunraku. Durante el rodaje comenzó entrenando en habilidades de artes marciales, como karate, taekwondo, wushu y boxeo.

## Filmografía
| Año  | Nombre de la película   | Papel  |
| ---- | ----------------------- | ------ |
| 2015 | Akuma (Post-producción) | Akira  |
| 2014 | Clock Out               | Andie  |
| 2010 | Bunraku                 | Momoko |